# Karl Wazulek
Karl Wazulek (ur. 13 grudnia 1914 w Wiedniu, zm. 10 marca 1958 tamże) – austriacki łyżwiarz szybki, srebrny medalista mistrzostw świata i dwukrotny medalista mistrzostw Europy.

## Kariera
Pierwszy sukces w karierze Karl Wazulek osiągnął w 1934 roku, kiedy wywalczył brązowy medal podczas mistrzostw Europy w Hamar. W zawodach tych wyprzedzili go jedynie Norweg Michael Staksrud oraz kolejny Austriak, Max Stiepl. Wazulek zajmował kolejno jedenaste miejsce w biegu na 500 m, trzecie na 5000 m, piąte na 1500 m i drugie na dystansie 10 000 m. Na rozgrywanych rok później mistrzostwach Europy w Helsinkach był już najlepszy. Wygrał tylko jeden bieg, na 1500 m, jednak był startował najrówniej ze wszystkich zawodników. Max Stiepl wygrał biegi na 5000 i 10 000 m, jednak szanse na medal stracił, zajmując 18. miejsce na 500 m. Ostatni sukces osiągnął na rozgrywanych w 1938 roku wielobojowych mistrzostwach świata w Davos, gdzie zajął drugie miejsce. Rozdzielił tam na podium dwóch Norwegów: Ivara Ballangruda i Charlesa Mathiesena. W poszczególnych biegach był tam trzeci na 5000 m i 10 000 m oraz siódmy na 500 i 1500 m. W 1936 roku wziął udział w igrzyskach olimpijskich w Garmisch-Partenkirchen, gdzie jego najlepszym wynikiem było szóste miejsce w biegu na 1500 m. Na tych samych igrzyskach był też ósmy na 5000 m, jedenasty na dystansie 10 000 m oraz trzynasty na 500 m.